# Ries (Passau)
Ries ist ein Dorf und eine Gemarkung im Stadtteil Hals der niederbayerischen Stadt Passau. Der Ort liegt auf einer Erhebung westlich von Hals und grenzt im Westen und Süden an den Stadtteil Hacklberg.
Ein bedeutendes Bauwerk in Ries ist der 26 Meter hohe Wasserturm mit gut acht Metern Durchmesser. Er enthielt früher rund 65 Kubikmeter Wasser. Im Jahr 2004 nahmen die Stadtwerke Passau den Wasserturm außer Betrieb. Er wurde im Herbst 2008 neu verputzt. Der aktuelle, 1500 Kubikmeter fassende unterirdische Hochbehälter für die Wasserversorgung von Ries, Hacklberg und Tiefenbach befindet sich etwas südwestlich vom Wasserturm in Hacklberg. Das Granit-Wappen der Gemeinde Hals an der Fassade des Wasserturms wurde 1961 von dem Passauer Bildhauer Otto Zirnbauer geschaffen. In Ries steht zudem ein Kriegerdenkmal.
Zur landwirtschaftlich geprägten Landgemeinde Ries, damals Rieß, gehörten neben dem gleichnamigen Gemeindehauptort noch der Weiler Neureut sowie die Einöden Burgholz, Haslachhof, Oberöd und Unteröd. Am 14. Oktober 1921 beschloss der Bayerische Verwaltungsgerichtshof die Eingliederung der Gemeinde Ries nach Hals. Dieser Beschluss wurde am 9. August 1922 vollzogen. Im Jahr 1972 kam Ries zusammen mit dem Markt Hals im Zuge der Gebietsreform in Bayern zu Passau.
Im Jahr 1901 wurde die Freiwillige Feuerwehr Ries gegründet. Seit 1961 dient der Wasserturm als Stützpunkt der Feuerwehr, was schon beim Bau der Anlage so geplant gewesen war. Der Stock-Club Passau-Ries, ein Stockschützenverein, besteht seit dem 28. Januar 1973.